# Lilla Melodifestivalen 2003
Lilla Melodifestivalen 2003, som var som vanliga Melodifestivalen fast här var det endast barn under 15 år som fick delta. Man var tvungen att helt själv ha skrivit sången och sjunga den själv eller med en kompis. Victoria Dyring var kvällens programledare. The Honeypies vann 2003 års upplaga med sången Stoppa mig! och både underhållning under låtarna samt i väntan på poängen stod Cirkus Cirkörs ungdomsgrupp Ung Cirkör för.